# Platycentropus radiatus
Platycentropus radiatus är en nattsländeart som först beskrevs av Thomas Say 1824.  Platycentropus radiatus ingår i släktet Platycentropus och familjen husmasknattsländor. Inga underarter finns listade i Catalogue of Life.